# Zénon de Vérone
Ne doit pas être confondu avec Zenone Veronese.
Zénon de Vérone (né vers 300 - mort le 12 avril 371 ou 380) fut évêque de Vérone et confesseur.

## Vie

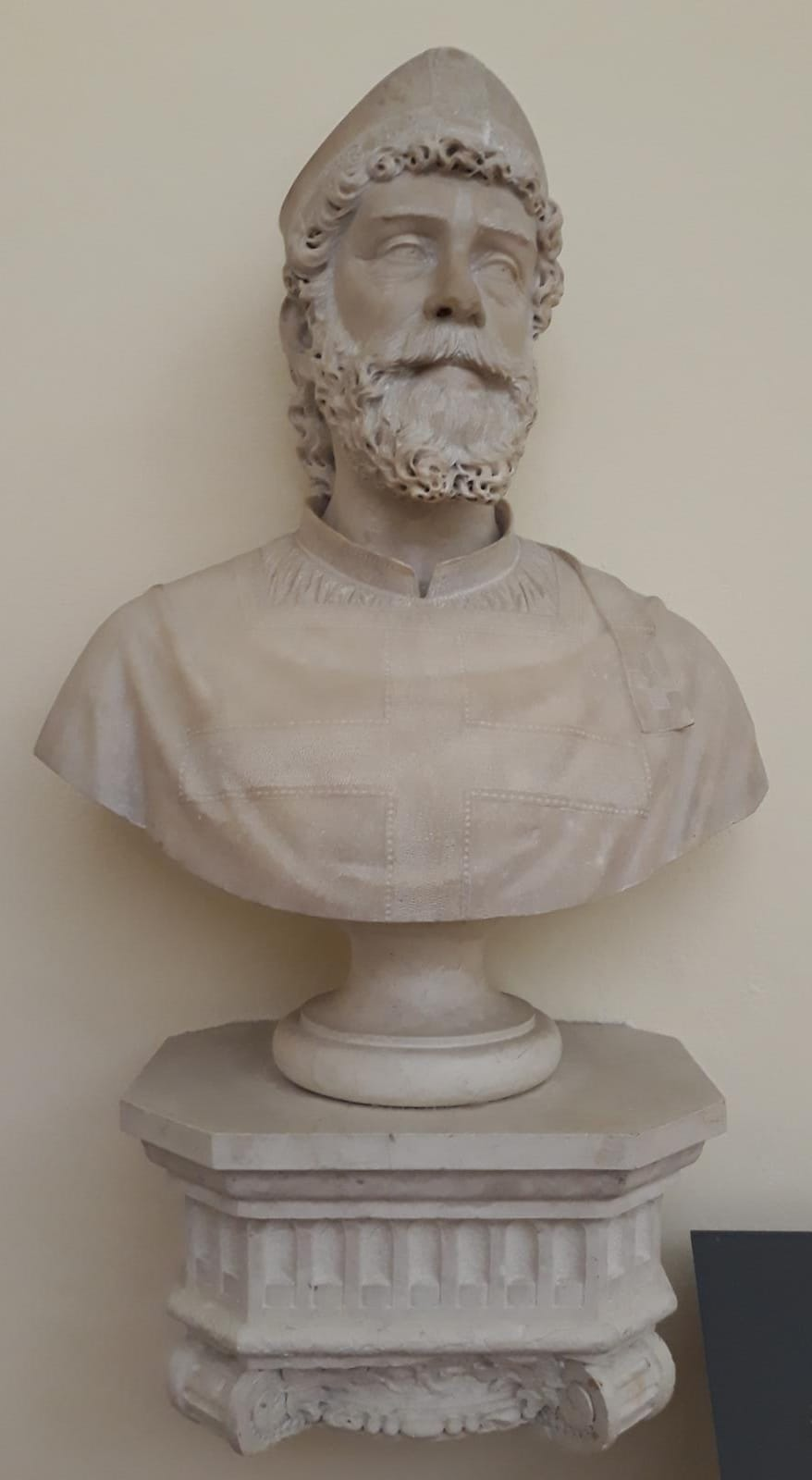
Le buste de Saint Zénon dans la Protomothèque de la bibliothèque municipale de Vérone.

Né en Afrique (en Maurétanie) au début du IVe siècle, il quitta sa province natale pour venir à Vérone. Après avoir été moine, il fut élu évêque de la ville en 362.
Il baptisa de nombreux païens, et combattit vigoureusement l'arianisme. Il vivait simplement et pauvrement, et était réputé pour aller pêcher dans l'Adige afin d'assurer sa subsistance.

## Œuvre littéraire
Cent vingt-sept textes appelés sermons ou traités ont été transmis sous le nom de Zénon de Vérone (premières éditions imprimées : Venise, 1508, puis Vérone, 1586, avec 105 textes tirés de la bibliothèque capitulaire de Vérone). Par la suite, des doutes ont été exprimés sur l'attribution de ces textes. Les frères Pietro et Girolamo Ballerini, dans leur édition (Sancti Zenonis episcopi Veronensis sermones, Vérone, 1739), en retiennent quatre-vingt-treize, dont seize longs, en plaçant les apocryphes dans un appendice. C'est cette édition qui est reproduite dans la Patrologie Latine (vol. 11, col. 11-600). Il y en eut une autre à Augsbourg en 1788, qui contient des textes supplémentaires.

## Représentations, iconographie
- Il est représenté en habits sacerdotaux, tenant une canne à pêche.
- Fresque du XIVe siècle située dans l'abside de la basilique Saint-Zénon de Vérone.
- Une œuvre de Jacopo Bassano (église de Borso del Grappa) le montre en compagnie de saint Jean Baptiste.
- Saint Zénon évêque, par Domenico Guardi, 1716.

## Fête, patronage
Sa fête est fixée au 12 avril. Il est le patron :
- de la ville de Vérone où la basilique Saint-Zénon lui est dédiée.
- des pêcheurs
- des petits enfants qui apprennent à marcher

Il est aussi invoqué contre les inondations.
Une ville du Québec porte le nom de Saint-Zénon.

## Sources
- Rosa Giorgi, « Le Petit Livre des saints » in  le Larousse  2006   (ISBN 2-03-582665-9)

- (en) Cet article est partiellement ou en totalité issu de l’article de Wikipédia en anglais intitulé « Zeno of Verona » (voir la liste des auteurs).